# NGC 7029
NGC 7029 је елиптична галаксија у сазвежђу Индијанац која се налази на NGC листи објеката дубоког неба.
Деклинација објекта је - 49° 17' 1" а ректасцензија 21h 11m 51,7s. Привидна величина (магнитуда) објекта NGC 7029 износи 11,4 а фотографска магнитуда 12,4. Налази се на удаљености од 36,765 милиона парсека од Сунца. NGC 7029 је још познат и под ознакама ESO 235-72, AM 2112-483, PGC 66318.